# Ренато Баретич
Рена́то Баре́тич (хорв. Renato Baretić; 12 квітня 1963, Загреб, СФРЮ — 1 липня 2025, Спліт, Хорватія) — хорватський поет, письменник і журналіст; автор одного з найпопулярніших романів у хорватській літературі останніх років (2000-ні) «Восьмий уповноважений» (Osmi povjerenik, 2003), який був відзначений багатьма національними літературними преміями. Жив і працював у Спліті.

## Біографія
Народився у Загребі в 1963 році. Навчався на філософському факультеті і факультеті політичних наук Загребського університету, вивчав журналістику та стилістику, готував дипломну працю про автопоетику Івана Сламніга.
У літературу Баретич увійшов поетичною збіркою, яка ґрунтувалася на дотепі й іронії («Слова з кишень» / Riječi iz džepova, 1998). На той час він уже був визнаним журналістом і починаючи з 1996 року жив у Спліті.
Соціальні нариси Баретича, імпульсом для яких стали телевізійні передачі (тексти опубліковані 2005 року у збірці «Кадри кадру» (Kadrovi kadra) — цікава і прониклива картина хорватського життя часів посткомуністичного розшарування.
Magnum opus Ренато Баретича — роман «Восьмий уповноважений» (Osmi povjerenik, 2003), який став абсолютним «літературним хітом»-бестселером у Хорватії, і за який автор дістав практично всі можливі національні літературні премії (Владимира Назора, Августа Шеноа, Івана Горана Ковачича, Ксавера Шандора Г'яльського, «Циклоп»).
Відомий хорватський літературознавець Влахо Богішич схарактеризував літературний стиль Баретича, зокрема у «Восьмому уповноваженому»:
|  | Вміщуючи у белетристичні рамки замальовки з життя суспільства, він [Ренато Баретич] зумів, передовсім у романі «Восьмий уповноважений» створити специфічний у плані мови й просторової структури світ референтної оповіді, асоціативні поля якої збіглися з емоційними потребами публіки. Значеннєвий зсув, який маскується в оповіданнях мовною грою, підкреслюється певною гумористичною — швидше сумною, ніж сатиричною — забарвленістю. |

Ренато Баретич є таком відомим хорватським поетом-пісенником, мав досвід ТБ-роботи. Він — батько двох дітей.
З Україною Ренато Баретича пов'язує відвідання найбільшого національного Форуму видавців у Львові й український переклад його оповідання, надрукований в антології сучасної хорватської прози «Хорватська Мозаїка».
У серії «Карта світу» видавництва «ФОЛІО» вийшли також романи «Восьмий повірений» (2010), «Розкажи мені про неї» (2011) та «Готель „Гранд“» (2011).
Помер 1 липня 2025 року в Спліті у віці 62 років.

## Твори
- Riječi iz džepova, збірка поезій (1998);
- Osmi povjerenik, роман (2003);
- Kadrovi kadra, збірка телевізійних колонок (2005);
- Kome ćemo slati razglednice, збірка поезій (2005);
- Pričaj mi o njoj («Розкажи мені про неї»), роман (2006);
- Hotel Grand («Готель Гранд»), роман (2008).